# Niko Bellic
Niko Bellic – postać fikcyjna, główny bohater gry Grand Theft Auto IV.

## Charakterystyka postaci
Wizualnie Niko Bellic był wzorowany na wyglądzie rosyjskiego aktora Władimira Maszkowa, który pierwotnie miał użyczyć głosu postaci (ostatecznie głos podłożył Michael Hollick), a dokładnie na odgrywanej przez Maszkowa roli najemnika Saszy z filmu Za linią wroga (Behind Enemy Lines, 2001). Protagonista gry urodził się we wschodniej Europie.